# Hjalmar Bergman

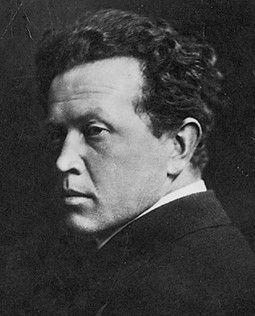
Hjalmar Bergman

Hjalmar Fredrik Bergman (Aussprache [ˌ ʝalːmaɹ ˈbæɹːʝman], * 19. September 1883 in Örebro; † 1. Januar 1931 in Berlin) war ein schwedischer Schriftsteller.
Mit seiner Heimatstadt als Vorbild, schilderte er die Kleinstadt in Romanen wie Markurells i Wadköping (dt. Markurell) und Farmor och vår Herre (dt. Großmutter und der Liebe Gott). Der Roman Clownen Jac (dt. Jac, der Clown) ist eine psychologische Autobiographie.

## Werke
- Das Testament Sr. Gnaden, 1912 (Hans nåds testamente, 1910)
- Amouren, Novellen, 1912 (Amourer, 1910)
- Falsche Papiere, 1918 (Falska papper, 1916)
- Swedenhielms, 1923 (im Jahre 1943 unter dem Titel Ein glücklicher Mensch von Paul Verhoeven verfilmt)
- Der Eindringling, 1930
- Joe & Co, Lustspiel in 3 Akten, 1933
- Eros' Begräbnis, 1934 (Eros begravning, 1922)
- Markurell, 1935 (Markurells i Wadköping, 1918) (im Jahre 1930 unter dem Titel Väter und Söhne von Victor Sjöström verfilmt)
- Parisina, Schauspiel in drei Aufzügen, 1936
- Katja im Frack, 1936 (Flickan i frack, 1925)
- Dollars, Lustspiel in 3 Aufzügen, 1936 (1926)
- Das Mädchen und der listige Räuber, 1954
- Skandal in Wadköping, 1969 (Markurells i Wadköping, 1918)
- Herr von Hancken, 1972 (1920)
- Grossmutter und der liebe Gott, 1976 (Farmor och vår Herre, 1921)